# 2022年保加利亞議會選舉
2022年保加利亚议会选举是2022年10月舉行的保加利亚国会的提前选举。

## 背景
在2021年11月保加利亞大選之後「我們繼續變革」取得勝利，並與为了保加利亚BSP、有這樣一個民族、起來。保加利亞﹗我們來了﹗在2021年12月13日組成新內閣並獲國會批准。然而2022年6月8日有這樣一個民族宣布退出聯合政府，理由是在國家預算、財政政策以及對北馬其頓加入歐盟的態度與其他聯合政黨存在分歧。6月22日反對黨保加利亞歐洲發展公民黨趁勢提出不信任动议並通過，導致提前選舉舉行。

## 选举制度
保加利亞國民議會240名国会议员通过31个多议席选区以开放名单比例代表制方式选举产生，每个选区有4至16席不等。取得席位的選舉門檻为全国得票率达4%。

## 結果
| 政党                         | 政党               | 票数      | %      | 席数 | +/– |
| ---------------------------- | ------------------ | --------- | ------ | ---- | --- |
|                              | GERB–民主力量聯盟  | 634,627   | 24.48  | 67   | +8  |
|                              | 我們繼續變革       | 506,099   | 19.52  | 53   | -14 |
|                              | 爭取權利和自由運動 | 344,512   | 13.29  | 36   | +2  |
|                              | 復興               | 254,952   | 9.83   | 27   | +14 |
|                              | 为了保加利亚BSP    | 232,958   | 8.98   | 25   | -1  |
|                              | 民主保加利亞       | 186,528   | 7.19   | 20   | +4  |
|                              | 保加利亞崛起       | 115,872   | 4.47   | 12   | +12 |
|                              | 有這樣一個民族     | 96,071    | 3.71   | 0    | –25 |
|                              | 其他               | 133,652   | 5.15   | 0    | 0   |
| 以上皆非                     | 以上皆非           | 87,635    | 3.38   | –    | –   |
| 总共                         | 总共               | 2,592,906 | 100.00 | 240  | 0   |
|                              |                    |           |        |      |     |
| 有效票数                     | 有效票数           | 2,592,906 | 99.65  |      |     |
| 无效及空白票数               | 无效及空白票数     | 9,042     | 0.35   |      |     |
| 总票数                       | 总票数             | 2,601,948 | –      |      |     |
| 已登记选民／投票率           | 已登记选民／投票率 | 6,850,969 | 37.98  |      |     |
| 资料来源：保加利亞選舉委員會 |                    |           |        |      |     |

## 後續
選舉結束後，在2009年至2021年間大部分時間擔任總理的GERB領導人博伊科·鲍里索夫宣布，他對內閣職位或重返總理職位不感興趣，稱“現在不是統治的正確時機，但是尋求團結的時機。” 鮑里索夫政府此前曾因腐敗指控遭到抗議，從那時起舉行的所有提前選舉都遭受到了其負面觀感影響。鮑里索夫表示GERB願意與立法機關中的任何政黨或聯盟進行聯合政府組建會談，即使是那些反對他和GERB的政黨或聯盟，並就主要問題尋求共同點，包括正在進行的俄羅斯入侵烏克蘭，全球通脹飆升，加入欧元区、申根区。
然而，新議會仍然存在分歧，因為有39個席位的保加利亞崛起和復興被認為是欧洲怀疑论和同情俄羅斯派，而親歐盟的GERB與親近的爭取權利和自由運動沒有足夠的席位實現多數聯盟，兩者加起來只持有103個席位。其余政黨和有席位的聯盟反對鮑里索夫的前任政府，他們拒絕任何與GERB結盟的可能性，即使是親歐盟的政黨。
2022年12月14日議會以113票贊成、125票反對、2票缺席，否絕GERB推薦的總理候選人加布羅夫斯基。在三次授权组阁失败后，总统鲁门·拉德夫宣布于2023年4月2日举行提前选举，成為兩年內的第五次選舉。